# Důstojná práce
Důstojná práce je koncept, který poprvé představila a zavedla Mezinárodní organizace práce v roce 1999. Jde o takovou práci, která probíhá v podmínkách svobody, spravedlnosti, jistoty a lidské důstojnosti, při které jsou chráněna práva pracovníků a za niž dostávají odpovídající odměnu (mzdu či plat) spolu se sociálním zabezpečením. Zajištění důstojné práce pro všechny se tak stává jedním z nejúčinnějších způsobů, jak bojovat s globální chudobou a s ní spojenými problémy. V praxi jsou však tyto principy často porušovány, zejména v rozvojových zemích a vládnou zde špatné pracovní podmínky.
Důstojná práce musí respektovat fyzickou a duševní integritu pracovníka při výkonu jeho zaměstnání. Musí se týkat všech druhů zaměstnání, lidí a rodin. Mezinárodní organizace práce usiluje v agendě důstojné práce o vyvážený a integrovaný programový přístup, jehož cílem je plná a produktivní zaměstnanost a důstojná práce pro všechny na globální, regionální, národní, odvětvové i místní úrovni. Má čtyři pilíře:
- normy a práva při práci,
- vytváření pracovních míst a rozvoj podnikání,
- sociální ochrana,
- sociální dialog.

## Práva zaměstnanců
Mezi práva pracovníků patří například svoboda organizovat se a kolektivně vyjednávat o podmínkách své práce včetně odpovídající odměny. Patří sem i právo na ochranu proti diskriminaci, proti nucené práci či proti zneužívání dětské práce. Důležitá je také mzda pokrývající základní životní potřeby (životní minimum, anglicky living wage), která je jedním z principů důstojné práce. Znamená to, že mzda a další mzdové složky za standardní pracovní dobu musí stačit k pokrytí základních životních potřeb zaměstnanců a jejich rodin – například výdajů na bydlení, oblečení, jídlo, lékařskou péči a vzdělání. Zároveň by ale měla stačit i na volné využití části finančních prostředků (např. k vytváření úspor).
Mzda pokrývající základní životní potřeby musí odrážet místní podmínky, a její výše se proto může v jednotlivých zemí, nebo dokonce v regionech v rámci jedné země lišit. Inspirací pro kalkulaci této mzdy může být např. kampaň Asia Floor Wage, která požaduje zavedení minimální mzdy napříč asijskými zeměmi tak, aby tato mzda byla porovnatelná mezi jednotlivými státy. Nárok na mzdu pokrývající životní potřeby je jedním ze základních lidských práv.

## Světový den za důstojnou práci
Každoročně se 7. října konají stovky akcí po celém světě na oslavu Světového dne za důstojnou práci. Oslavuje se od 7. října 2008.